# Liste des stations du tramway d'Orléans
Pour un article plus général, voir Tramway d'Orléans.
La liste des stations du tramway d'Orléans propose un aperçu des stations actuellement en service sur les lignes de tramway d'Orléans, en France. La première ligne a ouvert en 2000. L'ensemble des lignes, comprend 51 stations — dont une seule commune aux lignes A et B —, au 24 août 2019, date de la mise en service des stations CO'Met et Larry - Saint-Fiacre sur la ligne A.

## Stations en service
Le tableau ci-dessous présente la situation existante, faisant abstraction de tout ce qui est à l'état de projet ou en construction.
| Station              | Ligne(s)      | Rang alphabétique | Date d'ouverture | Commune                  | Correspondance(s) avec les trains               | Particularité                                                                                | Image |
| -------------------- | ------------- | ----------------- | ---------------- | ------------------------ | ----------------------------------------------- | -------------------------------------------------------------------------------------------- | ----- |
| Ambert               | Tram B        | 1                 | 30 juin 2012     | Orléans                  |                                                 | Quai central.                                                                                |       |
| Beaumonts            | Tram B        | 2                 | 30 juin 2012     | Orléans                  |                                                 | Quai central.                                                                                |       |
| Bolière              | Tram A        | 3                 | 27 novembre 2000 | Orléans                  |                                                 | Quai central.                                                                                |       |
| Bustière             | Tram A        | 4                 | 27 novembre 2000 | Fleury-les-Aubrais       |                                                 |                                                                                              |       |
| Cathédrale           | Tram B        | 5                 | 30 juin 2012     | Orléans                  |                                                 | Quais décalés, pas de mobilier. Nommée Cathédrale-Hôtel de Ville jusqu'au 4 septembre 2017.  |       |
| Chèques Postaux      | Tram A        | 6                 | 27 novembre 2000 | Orléans                  |                                                 | Quai central.                                                                                |       |
| Clos de l'Arche      | Tram B        | 7                 | 30 juin 2012     | Saint-Jean-de-Braye      |                                                 |                                                                                              |       |
| Clos du Hameau       | Tram B        | 8                 | 30 juin 2012     | Saint-Jean-de-Braye      |                                                 | Quai central.                                                                                |       |
| Coligny              | Tram A        | 9                 | 27 novembre 2000 | Orléans                  |                                                 |                                                                                              |       |
| CO'Met               | Tram A        | 10                | 24 août 2019     | Orléans                  |                                                 |                                                                                              |       |
| Croix Morin          | Tram B        | 11                | 30 juin 2012     | Orléans                  |                                                 |                                                                                              |       |
| De Gaulle            | Tram A Tram B | 12                | 27 novembre 2000 | Orléans                  |                                                 | Ligne A : Quais décalés, en position centrale direction Jules Verne Ligne B : Quais latéraux |       |
| Droits de l'Homme    | Tram B        | 13                | 30 juin 2012     | Orléans                  |                                                 | Quai central.                                                                                |       |
| Eugène Vignat        | Tram B        | 14                | 30 juin 2012     | Orléans                  |                                                 |                                                                                              |       |
| Gare des Aubrais     | Tram A        | 15                | 27 novembre 2000 | Fleury-les-Aubrais       | Intercités, TER Centre-Val de Loire             |                                                                                              |       |
| Gare d'Orléans       | Tram A        | 16                | 27 novembre 2000 | Orléans                  | Intercités, Interloire, TER Centre-Val de Loire |                                                                                              |       |
| Gaudier-Brzeska      | Tram B        | 17                | 30 juin 2012     | Saint-Jean-de-Braye      |                                                 |                                                                                              |       |
| Georges Pompidou     | Tram B        | 18                | 30 juin 2012     | La Chapelle-Saint-Mesmin |                                                 | Quai central.                                                                                |       |
| Grand Villiers       | Tram B        | 19                | 30 juin 2012     | Orléans                  |                                                 |                                                                                              |       |
| Guy Marie Robié      | Tram B        | 20                | 30 juin 2012     | Orléans                  |                                                 |                                                                                              |       |
| Hôpital-Accueil      | Tram A        | 21                | 31 août 2015     | Orléans                  |                                                 |                                                                                              |       |
| Hôpital de la Source | Tram A        | 22                | 27 novembre 2000 | Orléans                  |                                                 | Quai central.                                                                                |       |
| Halmagrand           | Tram B        | 23                | 30 juin 2012     | Orléans                  |                                                 |                                                                                              |       |
| Jeanne d'Arc         | Tram B        | 24                | 30 juin 2012     | Orléans                  |                                                 | Pas de mobilier.                                                                             |       |
| Jules Verne          | Tram A        | 25                | 27 novembre 2000 | Fleury-les-Aubrais       |                                                 | 3 voies, quai central et quai latéral                                                        |       |
| Lamballe             | Tram A        | 26                | 27 novembre 2000 | Fleury-les-Aubrais       |                                                 |                                                                                              |       |
| Larry - Saint-Fiacre | Tram A        | 27                | 24 août 2019     | Olivet                   |                                                 |                                                                                              |       |
| Léon Blum - Mairie   | Tram B        | 28                | 30 juin 2012     | Saint-Jean-de-Braye      |                                                 |                                                                                              |       |
| Les Aulnaies         | Tram A        | 29                | 27 novembre 2000 | Olivet                   |                                                 |                                                                                              |       |
| Libération           | Tram A        | 30                | 27 novembre 2000 | Orléans                  |                                                 |                                                                                              |       |
| Lorette              | Tram A        | 31                | 27 novembre 2000 | Olivet                   |                                                 |                                                                                              |       |
| Louis Braille        | Tram A        | 32                | 27 novembre 2000 | Olivet                   |                                                 | Nommée Antigna jusqu'au 4 septembre 2017.                                                    |       |
| L'Indien             | Tram A        | 33                | 27 novembre 2000 | Orléans                  |                                                 | Nommée Université-L'Indien jusqu'au 4 septembre 2017.                                        |       |
| Madeleine            | Tram B        | 34                | 30 juin 2012     | Orléans                  |                                                 | Quai central.                                                                                |       |
| Martin Luther King   | Tram B        | 35                | 30 juin 2012     | Saint-Jean-de-la-Ruelle  |                                                 |                                                                                              |       |
| Mouillère            | Tram A        | 36                | 27 novembre 2000 | Orléans                  |                                                 | Quai central.                                                                                |       |
| Mozart               | Tram B        | 37                | 30 juin 2012     | Orléans                  |                                                 | Quai central.                                                                                |       |
| Parc Floral          | Tram A        | 38                | 27 novembre 2000 | Orléans                  |                                                 | Nommée Université-Parc Floral jusqu'au 4 septembre 2017.                                     |       |
| Pont Bordeau         | Tram B        | 39                | 30 juin 2012     | Saint-Jean-de-Braye      |                                                 | Quai central.                                                                                |       |
| Pont de l'Europe     | Tram B        | 40                | 30 juin 2012     | Saint-Jean-de-la-Ruelle  |                                                 |                                                                                              |       |
| Porte Dunoise        | Tram B        | 41                | 30 juin 2012     | Orléans                  |                                                 |                                                                                              |       |
| République           | Tram A        | 42                | 27 novembre 2000 | Orléans                  |                                                 | Quais décalés.                                                                               |       |
| Rol Tanguy           | Tram B        | 43                | 30 juin 2012     | Saint-Jean-de-la-Ruelle  |                                                 |                                                                                              |       |
| Royale-Châtelet      | Tram A        | 44                | 27 novembre 2000 | Orléans                  |                                                 | Quais d'attente sous les arcades, quais de montée/descente sur les voies de circulation.     |       |
| Saint-Marceau        | Tram A        | 45                | 27 novembre 2000 | Orléans                  |                                                 | Nommée Croix Saint-Marceau jusqu'au 4 septembre 2017.                                        |       |
| Tourelles-Dauphine   | Tram A        | 46                | 27 novembre 2000 | Orléans                  |                                                 |                                                                                              |       |
| Trois Fontaines      | Tram B        | 47                | 30 juin 2012     | Saint-Jean-de-la-Ruelle  |                                                 |                                                                                              |       |
| Université           | Tram A        | 48                | 27 novembre 2000 | Orléans                  |                                                 | Nommée Université-Château jusqu'au 4 septembre 2017.                                         |       |
| Verville             | Tram B        | 49                | 30 juin 2012     | Saint-Jean-de-Braye      |                                                 | Quai central.                                                                                |       |
| Victor Hugo          | Tram A        | 50                | 27 novembre 2000 | Olivet                   |                                                 |                                                                                              |       |
| Zénith               | Tram A        | 51                | 27 novembre 2000 | Olivet                   |                                                 | Nommée Zénith - Parc des Expositions jusqu'au 2 septembre 2019.                              |       |